# Roberto Pruzzo
Roberto Pruzzo (pronunciación en italiano: /roˈbɛrto ˈpruttso/; Crocefieschi, Italia, 1 de abril de 1955) es un dirigente deportivo, exjugador y exentrenador de fútbol italiano. En su etapa como jugador profesional se desempeñaba como delantero.
Es miembro del once ideal de todos los tiempos y del Salón de la Fama de la Roma.

## Carrera como futbolista
Empezó jugando en el Genoa CFC desde 1973 hasta 1978, donde disputó 161 encuentros y anotó 67 goles. Esto le valió para ser fichado por uno de los grandes del Calcio, la AS Roma, donde fue una de sus grandes figuras y además logró ser tres veces el Capocannoniere, primero en la temporada 1980-81 con 18 goles, luego repitió en la temporada 1981-82 con 15 goles y su tercera vez como máximo goleador fue en el campeonato 1985-86 con 19 goles. 
Con la Roma ganó la Copa Italia en 4 ocasiones (1980, 1981, 1984 y 1986) y fue máximo goleador en la edición 1979-80. Además ganó el campeonato italiano en la temporada 1982-83 y disputó la final de la Copa de Campeones de Europa 1983-84 frente al Liverpool FC en el Estadio Olímpico de Roma, jugando en casa, ante su gente y cayendo en la tanda de penales (4-3) luego de empatar 1-1 en los 120 minutos. Pruzzo anotó el gol romano. Esto fue un duro golpe para él, que nunca pudo asimilarlo y comentó en entrevistas posteriores que "siempre vivirá con ese recuerdo amargo".
Su último partido con la escuadra romana fue en 1988, donde sus cifras fueron 138 goles en 314 partidos. Luego pasó a la Fiorentina, donde se lesionó y jugó 16 encuentros marcando un gol, retirándose en 1989 a los 34 años. Es uno de los máximos ídolos de la historia de la AS Roma y figura en su once ideal de todos los tiempos. También es el único jugador en marcar cinco goles en un solo partido de la Serie A (Roma vs. Avellino, 1986).

## Selección nacional
Fue internacional con Italia en 6 ocasiones. Fue miembro del plantel que logró el cuarto lugar en la Eurocopa 1980, sin jugar ningún partido, y participó del Mundialito 1980-81. 
Enzo Bearzot, el entrenador italiano, no lo llamó a disputar las Copas del Mundo de España 1982 y México 1986, al confiar más en sus lugartenientes de la Juventus. En Italia hubo polémicas sonadas respecto al no llamamiento de Roberto, a pesar de ser máximo goleador de la Serie A en dos temporadas justo antes de los mundiales: 1981-82 y 1985-86, la prensa y la opinión pública no podía entender cómo no estaba Pruzzo en la Squadra Azzurra. 

### Participaciones en Eurocopas
| Copa          | Sede   | Resultado    | Partidos | Goles |
| ------------- | ------ | ------------ | -------- | ----- |
| Eurocopa 1980 | Italia | Cuarto lugar | 0        | 0     |

## Clubes

### Como jugador
| Club           | País   | Año       |
| -------------- | ------ | --------- |
| Genoa CFC      | Italia | 1973-1978 |
| AS Roma        | Italia | 1978-1988 |
| ACF Fiorentina | Italia | 1988-1989 |

### Como entrenador
| Club                       | País   | Año       |
| -------------------------- | ------ | --------- |
| FC Esperia Viareggio       | Italia | 1998-1999 |
| Teramo Calcio              | Italia | 1999-2000 |
| US Alessandria Calcio      | Italia | 2000-2001 |
| USC Palermo                | Italia | 2002      |
| US Foggia (asistente)      | Italia | 2004-2005 |
| Sambenedettese (asistente) | Italia | 2005-2006 |
| Centobuchi                 | Italia | 2008-2009 |

## Palmarés

### Campeonatos nacionales
| Título      | Club      | País   | Año  |
| ----------- | --------- | ------ | ---- |
| Serie B     | Genoa CFC | Italia | 1976 |
| Copa Italia | AS Roma   | Italia | 1980 |
| Copa Italia | AS Roma   | Italia | 1981 |
| Serie A     | AS Roma   | Italia | 1983 |
| Copa Italia | AS Roma   | Italia | 1984 |
| Copa Italia | AS Roma   | Italia | 1986 |

### Distinciones individuales
| Distinción                                    | Año  |
| --------------------------------------------- | ---- |
| Máximo goleador de la Copa Italia             | 1980 |
| Máximo goleador de la Serie A                 | 1981 |
| Máximo goleador de la Serie A                 | 1982 |
| Máximo goleador de la Serie A                 | 1986 |
| Incluido en el Salón de la Fama de la AS Roma | 2012 |